# Ана Окса
Илиријана Хоџа (алб. Iliriana Hoxha; Бари, Италија, 28. април 1961), познатија под псеудонимом Ана Окса (итал. Anna Oxa), италијанска је дива албанске националности.
Први муж јој је био професор Франко Чани (брак 1982—1989). Други пут је била удата за косовског Албанца и милионера Бехђета Пацолија (брак: 1999—2002).
Два пута је побеђивала на музичком Фестивалу у Сан Рему; 1999. са песмом Senza pietà (Без милости) и 1989. са песмом Ti lascerò (Оставићу те), дуету који је певала са Фаусто Леалијем. Са њим је исте године учествовала на такмичењу за Песму Евровизије са песмом  (Желео/желела сам). Освојили су девето место.
Године 1994. била је водитељ фестивала у Сан Рему уз Пипа Бауда. На овом фестивалу је наступила као певач укупно 13 пута.
Водила је 1988. и 1989. популарни италијански ТВ шоу Фантастико (Fantastico).
Постала је позната као камелеон италијанске естрадне сцене, потпуно другачија од свих, певачица изузетног гласа и провокативне појаве.

## Професионална биографија
Као певачица се појављује са 17 година 1978. године, где први пут учествује на фестивалу у Санрему са песмом "Un emozione da poco" и осваја завидно друго место.
Први пут је иступила од свог дотадашњег имиџа на Санрему 1985. са песмом "A lei", где се појавила у прозирном и припијеном костиму „жене мачке” и освојила треће место.
Да квалитетан вокал мора пратити и препознатљив имиџ доказала је и наредне године на истом фестивалу када је извела песму „E' tutto un attimo”, шокирајући конзервативније гледаоце прекратком кожном хаљином отвореног пупка.
Своју прву победу на том Фестивалу осваја 1989. са песмом "Ti lascero" у дуету са Фаустом Леалијем, са којим је исте године учествовала на такмичењу за Песму Евровизије са песмом  (Желео/желела сам). Освојили су девето место.
у то време започиње сарадњу, а потом и љубавну везу са фронтменом чувене италијанске групе "I New Trolls" Ђанијем Беленом. Јавност је још једном остала затечена њеном појавом, али овог пута Ана се појавила на сцени Санрема у благословеном стању и извела песму "Donna con te", коју многи обожаваоци сматрају њеним највећи хит у каријери.
Након двогодишње паузе због рођења првог детета, Ана се враћа са албумом "Di questa vita", а потом и са два албума "Cantautori", где се налазе обраде чувених италијанских кантаутора од Баљонија до Де Грегорија, чиме још једном потврђује своје место међу највећим италијанским вокалима.
Под продуцентском палицом тадашњег животног сапутника 1996. се појављује албум "Anna non si lascia", а две године касније осваја друго место у чувеном Аристон театру у Санрему са песмом "Storie", чиме најављује истоимени компилацијски албум.
Своју другу победу на Санрему однела је 1999. године, када се појавила у „костиму” плавокосе Амазонке, са танга гаћицама које су вириле изнад индијанских панталона. Смела креација Роберта Кавалија морала се преправити до финалне вечери, јер је певачица од стране организатора замољена да се „упристоји”. Песма "Senza pieta" освојила је прву награду.
Почетак 2000. године био је још једна прекретница у Анином животу. Нови албум "L'eterno movimento" карактерише етно звук Балкана, чиме певачица успоставља чвршћу везу са својим албанским коренима. У том периоду удаје се за Бехђета Пацолија, најмоћнијег и најбогатијег албанског предузетника, пореклом са Косова. После три године брака, који се распао 2002. године, Ана се окреће интензивније својој музичкој каријери.
Албум "Ho un sogno" представља необичан спој етно мотива и духовних порука, чиме се јасно дистанцира од поп музике.
Године 2006. њена такмичарска нумера "Processo a me stessa", и поред тога што је запажена, не улази у финале Санрема, уз образложење да траје дуже од предвиђене фестивалске минутаже. Иста песма претходила је новом албуму "La musica e'niente se tu non hai vissuto", који је иако помало театралан и склон експериментима, наишао на добре критике.

## Наступи Ане Оксе на Санрему
- 1978. Un'emozione da poco
- 1982. Io no
- 1984. Non scendo
- 1985. A lei
- 1986. È tutto un attimo (албум је био годину дана на италијанској топ листи)
- 1988. Quando nasce un amore
- 1989. Ti lascerò
- 1990. Donna con te
- 1997. Storie
- 1999. Senza pietà
- 2001. L'eterno movimento
- 2003. Cambierò
- 2006. Processo a me stessa

## Хитови
- 1978:
- 1978:
- 1979:
- 1980:
- 1982:
- 1982:
- 1983:
- 1984:
- 1984:
- 1985:
- 1985:
- 1986:
- 1988:
- 1988:
- 1989:  (дует са Фаустом Леалијем)
- 1989:  (дует са Фаустом Леалијем)
- 1989:
- 1990:
- 1992:
- 1996:
- 1997:
- 1999:
- 1999:
- 1999:  (са групом Шајан)
- 2001:
- 2001:
- 2003:
- 2006: